# 亚历山德拉·阿久尔久库莱塞
亚历山德拉·阿久尔久库莱塞（羅馬尼亞語：Alexandra Agiurgiuculese，2001年1月15日—），罗马尼亚、意大利艺术体操运动员，2018年地中海运动会个人全能金牌得主、2018年世界艺术体操锦标赛团体和球操铜牌得主、2021年世界艺术体操锦标赛团体银牌得主。